# 上川町
上川町（かみかわちょう）は、北海道上川地方中部、上川郡にある町。大雪山のうちの一つ黒岳への登山口には、北海道有数の温泉街である層雲峡温泉がある。大雪高原温泉の秋の紅葉は「日本一の紅葉」として知られる。ラーメン日本一の町として「上川ラーメン」にも力を入れている。

## 町名の由来
単に石狩川の上流に位置することからの和名。
留辺志部川が石狩川に合流する地点につくられた現市街付近はもともと「留辺志部（るべしべ）」と称され、これはアイヌ語の「ルペㇱペ（ru-pespe）」（道・下る・もの＝峠道）に由来する。
1920年（大正9年）ごろに愛別村（→愛別町）からの分村運動が本格化し、あわせて1921年（大正10年）に留辺志部への鉄道工事が本格化するに至り、新村の名称と駅の名称が問題となった。
当初鉄道当局側は、1912年（大正元年）にすでに同音の留辺蘂駅が開業していたことなどから旧国名の「石狩」を冠し「石狩留辺志部」とする案を考えていたが、長すぎることや語呂の悪さから、留辺志部の住民が駅および新村の名称に意欲を燃やすこととなった。
1921年（大正10年）に考えられた新村の名称案としては「上川村」のほか上川郡との混同を考慮し「石上村」「清川村」「上愛別村」「旭山村」「合川村」などが考えられたが、最終的に愛別村村議会において、分村する村の新名称が「上川」となり、駅名にも採用され現在に至っている。
なお、しばしば「上川」はアイヌ語の「ペニウンクㇽコタン（peni-un-kur-kotan）」（川上・の・人・〔の〕村）の意訳である、とされるが、これは石狩川流域で神居古潭より上流の上川盆地に住んでいたアイヌについて、下流のアイヌの人々が「ペニウンクㇽ（peni-un-kur）」と呼んだことに由来するもので、上川郡・上川地方の命名由来ではあるものの、本町の直接の命名由来ではない。

## 地理
北見山地、石狩山地、大雪山などの山岳地域にある。石狩川の最上流。市街地付近がやや盆地状態であるほかは、ほとんどが山岳と樹林帯である。
- 山: チトカニウシ山（1446m）、ニセイカウシュッペ山（1883m）、平山（1771m）、武利岳（1876m）、武華山（1759m）、ユニ石狩岳（1756m）、音更山（1932m）、石狩岳（1967m）、白雲岳（2230m）、北鎮岳（2244m）、愛別岳（2112m）、小泉岳（2158m）、赤岳（2078m）、黒岳（1984m）、ニセイチャロマップ岳（1760m）、ピウケナイ山（1248m）
- 河川: 石狩川
- 湖沼: 大雪湖、浮島湿原

### 隣接している自治体
- 上川総合振興局管内
  - 旭川市
  - 士別市
  - 石狩国上川郡：愛別町、当麻町、東川町、美瑛町
- オホーツク総合振興局管内
  - 北見市
  - 紋別郡：滝上町、遠軽町
- 十勝総合振興局管内
  - 河東郡：上士幌町
  - 十勝国上川郡：新得町

## 気候
ケッペンの気候区分によると、上川町は湿潤大陸性気候に属する。寒暖の差が大きく気温の年較差、日較差が大きい顕著な大陸性気候である。降雪量が多く、周辺の自治体と同様に特別豪雪地帯に指定されている。冬季に-25℃前後の気温が観測されることが珍しくなく、寒さが厳しい。
| 上川（1991年 - 2020年）の気候                   | 上川（1991年 - 2020年）の気候 | 上川（1991年 - 2020年）の気候 | 上川（1991年 - 2020年）の気候 | 上川（1991年 - 2020年）の気候 | 上川（1991年 - 2020年）の気候 | 上川（1991年 - 2020年）の気候 | 上川（1991年 - 2020年）の気候 | 上川（1991年 - 2020年）の気候 | 上川（1991年 - 2020年）の気候 | 上川（1991年 - 2020年）の気候 | 上川（1991年 - 2020年）の気候 | 上川（1991年 - 2020年）の気候 | 上川（1991年 - 2020年）の気候 |
| 月                                              | 1月                           | 2月                           | 3月                           | 4月                           | 5月                           | 6月                           | 7月                           | 8月                           | 9月                           | 10月                          | 11月                          | 12月                          | 年                            |
| ----------------------------------------------- | ----------------------------- | ----------------------------- | ----------------------------- | ----------------------------- | ----------------------------- | ----------------------------- | ----------------------------- | ----------------------------- | ----------------------------- | ----------------------------- | ----------------------------- | ----------------------------- | ----------------------------- |
| 最高気温記録 °C （°F）                          | 8.2 (46.8)                    | 12.9 (55.2)                   | 14.8 (58.6)                   | 27.1 (80.8)                   | 33.3 (91.9)                   | 33.7 (92.7)                   | 34.3 (93.7)                   | 35.1 (95.2)                   | 31.2 (88.2)                   | 26.3 (79.3)                   | 19.2 (66.6)                   | 11.7 (53.1)                   | 35.1 (95.2)                   |
| 平均最高気温 °C （°F）                          | −4.3 (24.3)                   | −3.2 (26.2)                   | 1.3 (34.3)                    | 8.8 (47.8)                    | 16.8 (62.2)                   | 21.2 (70.2)                   | 24.5 (76.1)                   | 24.7 (76.5)                   | 20.3 (68.5)                   | 13.2 (55.8)                   | 4.8 (40.6)                    | −2.1 (28.2)                   | 10.5 (50.9)                   |
| 日平均気温 °C （°F）                            | −8.4 (16.9)                   | −7.8 (18)                     | −3.3 (26.1)                   | 3.3 (37.9)                    | 10.4 (50.7)                   | 15.3 (59.5)                   | 19.2 (66.6)                   | 19.4 (66.9)                   | 14.5 (58.1)                   | 7.6 (45.7)                    | 0.8 (33.4)                    | −5.6 (21.9)                   | 5.4 (41.7)                    |
| 平均最低気温 °C （°F）                          | −13.8 (7.2)                   | −13.8 (7.2)                   | −9.0 (15.8)                   | −2.4 (27.7)                   | 3.6 (38.5)                    | 9.4 (48.9)                    | 14.3 (57.7)                   | 14.5 (58.1)                   | 8.9 (48)                      | 2.2 (36)                      | −3.2 (26.2)                   | −9.9 (14.2)                   | 0.1 (32.2)                    |
| 最低気温記録 °C （°F）                          | −27.7 (−17.9)                 | −28.6 (−19.5)                 | −25.8 (−14.4)                 | −13.6 (7.5)                   | −4.9 (23.2)                   | −2.0 (28.4)                   | 2.3 (36.1)                    | 3.0 (37.4)                    | −1.3 (29.7)                   | −6.4 (20.5)                   | −17.7 (0.1)                   | −25.2 (−13.4)                 | −28.6 (−19.5)                 |
| 降水量 mm （inch）                              | 32.6 (1.283)                  | 27.1 (1.067)                  | 41.8 (1.646)                  | 51.2 (2.016)                  | 83.4 (3.283)                  | 81.5 (3.209)                  | 160.8 (6.331)                 | 177.5 (6.988)                 | 149.3 (5.878)                 | 126.0 (4.961)                 | 99.4 (3.913)                  | 55.7 (2.193)                  | 1,088.3 (42.846)              |
| 降雪量 cm （inch）                              | 178 (70.1)                    | 150 (59.1)                    | 137 (53.9)                    | 40 (15.7)                     | 0 (0)                         | 0 (0)                         | 0 (0)                         | 0 (0)                         | 0 (0)                         | 4 (1.6)                       | 104 (40.9)                    | 203 (79.9)                    | 816 (321.3)                   |
| 平均降水日数 （≥1.0 mm）                        | 13.6                          | 10.5                          | 12.8                          | 11.6                          | 11.8                          | 11.8                          | 13.4                          | 13.9                          | 14.0                          | 16.7                          | 18.2                          | 16.6                          | 163.0                         |
| 平均月間日照時間                                | 61.7                          | 73.2                          | 106.9                         | 140.5                         | 181.1                         | 171.8                         | 167.2                         | 158.0                         | 147.2                         | 116.8                         | 52.6                          | 40.4                          | 1,417.4                       |
| 出典1：気象庁                                   |                               |                               |                               |                               |                               |                               |                               |                               |                               |                               |                               |                               |                               |
| 出典2：観測史上1 - 10位の値（年間を通じての値） |                               |                               |                               |                               |                               |                               |                               |                               |                               |                               |                               |                               |                               |

| 層雲峡（1991年 - 2020年）の気候 | 層雲峡（1991年 - 2020年）の気候 | 層雲峡（1991年 - 2020年）の気候 | 層雲峡（1991年 - 2020年）の気候 | 層雲峡（1991年 - 2020年）の気候 | 層雲峡（1991年 - 2020年）の気候 | 層雲峡（1991年 - 2020年）の気候 | 層雲峡（1991年 - 2020年）の気候 | 層雲峡（1991年 - 2020年）の気候 | 層雲峡（1991年 - 2020年）の気候 | 層雲峡（1991年 - 2020年）の気候 | 層雲峡（1991年 - 2020年）の気候 | 層雲峡（1991年 - 2020年）の気候 | 層雲峡（1991年 - 2020年）の気候 |
| 月                              | 1月                             | 2月                             | 3月                             | 4月                             | 5月                             | 6月                             | 7月                             | 8月                             | 9月                             | 10月                            | 11月                            | 12月                            | 年                              |
| ------------------------------- | ------------------------------- | ------------------------------- | ------------------------------- | ------------------------------- | ------------------------------- | ------------------------------- | ------------------------------- | ------------------------------- | ------------------------------- | ------------------------------- | ------------------------------- | ------------------------------- | ------------------------------- |
| 降水量 mm （inch）              | 68.9 (2.713)                    | 65.5 (2.579)                    | 84.3 (3.319)                    | 84.4 (3.323)                    | 98.6 (3.882)                    | 84.7 (3.335)                    | 157.5 (6.201)                   | 192.6 (7.583)                   | 153.0 (6.024)                   | 157.4 (6.197)                   | 149.3 (5.878)                   | 109.4 (4.307)                   | 1,418.1 (55.831)                |
| 降雪量 cm （inch）              | 163 (64.2)                      | 150 (59.1)                      | 160 (63)                        | 80 (31.5)                       | 3 (1.2)                         | 0 (0)                           | 0 (0)                           | 0 (0)                           | 0 (0)                           | 10 (3.9)                        | 133 (52.4)                      | 202 (79.5)                      | 907 (357.1)                     |
| 平均降水日数 （≥1.0 mm）        | 18.3                            | 16.2                            | 18.2                            | 15.6                            | 13.9                            | 11.9                            | 14.0                            | 13.7                            | 14.0                            | 16.6                            | 20.1                            | 20.6                            | 194.7                           |
| 出典：気象庁                    |                                 |                                 |                                 |                                 |                                 |                                 |                                 |                                 |                                 |                                 |                                 |                                 |                                 |

## 歴史
大正10年に愛別村から分村する際、石狩川の上流であることから村名を上川と名付けた。なお、『この土地がアイヌの人々に「ペニウングルコタン」（川上の人の村）とよばれたことからついた』なる説は偶然の結果であり、「上川」の提案者本人によって否定されている。
- 松田市太郎や松浦武四郎らが和人として初めて大雪山系を探索し(1857年（安政4年）)、温泉を発見する。層雲峡温泉と改称される。
- 1924年（大正13年） - 石狩国上川郡愛別村（現愛別町）から分村、二級町村制、上川郡上川村が発足。
- 1952年（昭和27年） - 町制施行、上川町となる。
- 1954年（昭和29年）8月12日 - 昭和天皇、香淳皇后のお召し列車が上川駅に停車。駅前奉迎が行われた[5]。
- 1976年（昭和51年） - 氷瀑祭りの開催
- 1968年（昭和43年） - 昭和天皇、香淳皇后が道内を行幸啓。大雪国立公園を視察する際にホテル層雲に宿泊[6]。
- 1976年（昭和51年） - 氷瀑祭りの開催
- 2001年（平成13年） - 層雲峡パークゴルフ場オープン

## 行政
町長
- 佐藤芳治

## 経済

### 産業
アンガス種という肉用牛の一種（別名は「大雪高原牛」）の飼育、酪農を中心とする畜産や畑作農業を中心としている。
大雪山系の森林地帯での林業や、大雪山系から湧出する豊富で冷涼な湧き水を利用したニジマスなどの淡水魚の養殖も盛んである。
特にニジマスの養殖は、近年まで年間の生産量・生産金額ともに道内一の地位を保ち続け、層雲峡温泉の宿泊施設での料理用や、甘露煮などの土産物の加工食品用などに生産されている。さらに層雲峡温泉や大雪山国立公園などの有名な観光地を抱えることから、各種観光産業も盛んである。

#### 立地企業
- 北海道電力層雲峡発電所

### 農協
- 上川中央農業協同組合（JA上川中央）上川支所

### 郵便局
- 上川郵便局（集配局）

層雲峡郵便局

### 宅配便
- ヤマト運輸：道北主管支店北海道上川センター（旭川市）
- 佐川急便：旭川営業所（旭川市）

## 公共機関

### 警察
- 旭川東警察署上川交番

　　　　　　　層雲峡駐在所

### 消防
- 旭川市上川消防署

　　　　　　　層雲峡出張所
- - かつては、上川中部消防組合として、上川消防署に消防本部を置いていたが、消防広域化により、2016年4月に消防事務を旭川市に委託して上川中部消防組合は、解散し、旭川市消防本部の傘下に入った。

## 姉妹都市・提携都市
- ロッキーマウンテンハウス（カナダ・アルバータ州）
  - 1984年（昭和59年）6月21日提携
- 新潟県上川村（現・阿賀町）

## 地域

### 人口
| |                                        |  |
| 上川町と全国の年齢別人口分布（2005年） | 上川町の年齢・男女別人口分布（2005年） |  |
| ■紫色 ― 上川町 ■緑色 ― 日本全国 | ■青色 ― 男性 ■赤色 ― 女性              |  |
| 上川町（に相当する地域）の人口の推移 \| 1970年（昭和45年） \| 11,372人 \| \| \| 1975年（昭和50年） \| 9,805人 \| \| \| 1980年（昭和55年） \| 9,302人 \| \| \| 1985年（昭和60年） \| 8,018人 \| \| \| 1990年（平成2年） \| 6,668人 \| \| \| 1995年（平成7年） \| 6,285人 \| \| \| 2000年（平成12年） \| 5,718人 \| \| \| 2005年（平成17年） \| 5,176人 \| \| \| 2010年（平成22年） \| 4,532人 \| \| \| 2015年（平成27年） \| 4,044人 \| \| \| 2020年（令和2年） \| 3,500人 \| \| |                                        |  |
| 総務省統計局 国勢調査より |                                        |  |
| 1970年（昭和45年） | 11,372人                               |  |
| 1975年（昭和50年） | 9,805人                                |  |
| 1980年（昭和55年） | 9,302人                                |  |
| 1985年（昭和60年） | 8,018人                                |  |
| 1990年（平成2年） | 6,668人                                |  |
| 1995年（平成7年） | 6,285人                                |  |
| 2000年（平成12年） | 5,718人                                |  |
| 2005年（平成17年） | 5,176人                                |  |
| 2010年（平成22年） | 4,532人                                |  |
| 2015年（平成27年） | 4,044人                                |  |
| 2020年（令和2年） | 3,500人                                |  |

### 消滅集落
2015年国勢調査によれば、以下の集落は調査時点で人口0人の消滅集落となっている。
- 上川町 - 字中越、字上越

### 教育
2002年（平成14年）度より、北海道立高校の北海道上川高等学校と上川町立中学校の上川中学校は、連携型中高一貫教育実施校として北海道で初めて指定されている。
- 高等学校
  - 道立高等学校 - 北海道上川高等学校
- 中学校
  - 町立中学校 （1校）  - 上川中学校
- 小学校
  - 町立小学校（1校）  - 上川小学校 （※ 東雲小学校は2007年 (平成19年)3月、層雲峡小学校は2010年3月13日に閉校）

## 交通

### 空港
- 旭川空港 （東神楽町）

### 鉄道
- JR北海道
  - かつては、町内に5駅存在したが、2021年までに4駅が廃止され、現在は、上川駅が唯一の駅となっている。
  - 2016年3月に上川〜白滝間に唯一残っていた上白滝駅が廃止され、これにより上川〜白滝間37.3kmが在来線最長の駅間となった。
  - 石北本線 : 上川駅 - （中越信号場） - （上越信号場）
    - 1975年（昭和50年）12月25日、上越駅廃止。信号場に転換。
    - 2001年（平成13年）7月1日に天幕駅が廃止、中越駅が信号場となった。
    - 2021年（令和3年）3月13日のダイヤ改正で東雲駅が廃止された[8][9]。

- 大雪山黒岳ロープウェイ
  - 層雲峡駅ー黒岳駅
  - 標高670メートルの層雲峡駅と標高1300メートルの黒岳駅を約6分で結ぶ。

さらに黒岳駅のある5合目から標高1520メートルの7合目までリフトが利用できる。
夏は、登山客で、冬は、スキー客で賑わう。

### バス
- 旭川〜層雲峡間の路線バスの他、旭川と紋別、北見、釧路、帯広を結ぶ都市間バスが上川森のテラスバスタッチ及び一部が層雲峡バスターミナルを経由する。
- 道北バス
- 北紋バス
- 北海道北見バス
- 阿寒バス
- 十勝バス
- 拓殖バス

- 旭川と遠軽を結ぶ、特急北大雪号が上川ポンモシリを経由していたが、2024年4月1日から、全便休止となった。

### 道路
- 高速道路
  - 旭川紋別自動車道（国道450号）：上川層雲峡IC - 上川天幕出入口 - 浮島IC
    - なお隣接する愛別町に旭川紋別道の愛山上川ICが所在する。（旭川方面のみ出入り可能)
- 一般国道
  - 国道39号
  - 国道273号
  - 国道333号
- 都道府県道
  - 北海道道223号愛山渓上川線
  - 北海道道300号上川停車場線
  - 北海道道640号中愛別上川線
  - 北海道道849号日東東雲線
  - 北海道道1162号銀泉台線
  - 北海道道1171号上川層雲峡インター線

## 名所・旧跡・観光スポット・祭事・催事
- 層雲峡 - 層雲峡温泉街には層雲峡ビジターセンターなどがある。日本の滝百選にも選出されている流星の滝、銀河の滝を中心とする数多くの滝や、小函（こばこ）、大函（おおばこ）を中心とする柱状節理の岩壁などが見所となっている。冬には大氷像を製作して展示している氷瀑祭りがある。
- 大雪山国立公園 - 標高1984メートルの黒岳（くろだけ）へは、7合目までロープウェイとリフトが通じており、そこから頂上までは徒歩で1時間前後。冬季はスキー・スノーボードを目的としたの観光客が海外からも訪れる。また、銀泉台（ぎんせんだい）を登山口とした標高2079メートルの赤岳（あかだけ）までの登山や、大雪高原温泉（たいせつこうげんおんせん）を拠点にした沼めぐりコースなども人気がある。愛山渓温泉からの登山口もある。大雪山は国の特別天然記念物（天然保護区域）にも指定されている。
- アイスパビリオン - 国道39号線沿いにある観光スポットで、北海道における過去最低の気温である氷点下41度の世界を体験することができる。
- 大雪展望台 - 大雪山を望む展望台。展望台の上にエスポワールの鐘が設置されており、3時間おきに鳴り響く。
- 北海道パウダーベルトに位置し、大雪山黒岳スキー場には海外からスキーヤー・スノーボーダーが訪れる。
- 「日本一ラーメンのおいしい町」を自称し、銘菓に「日本一らぁめん饅頭」「日本一らぁめんサブレ」がある。

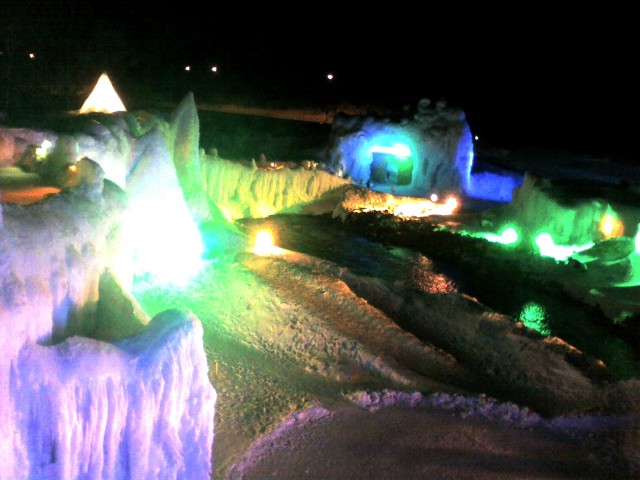
層雲峡氷瀑まつり
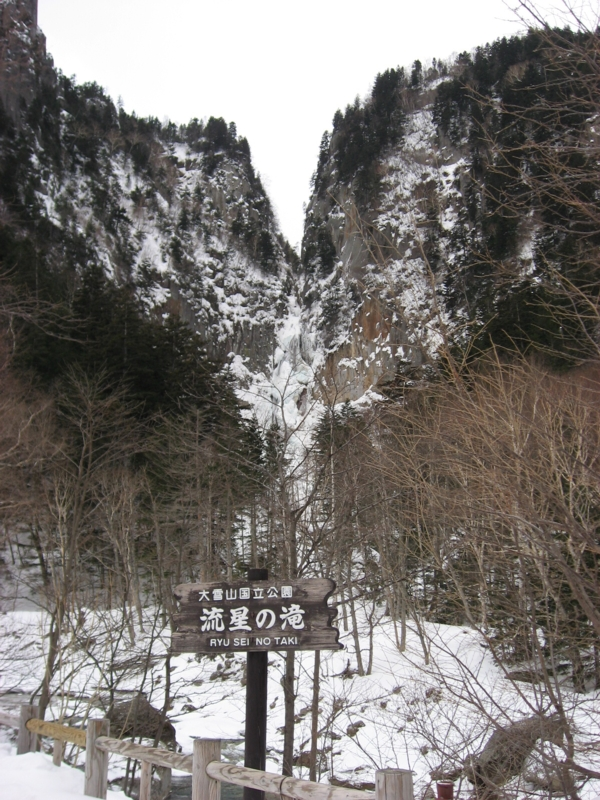
流星の滝
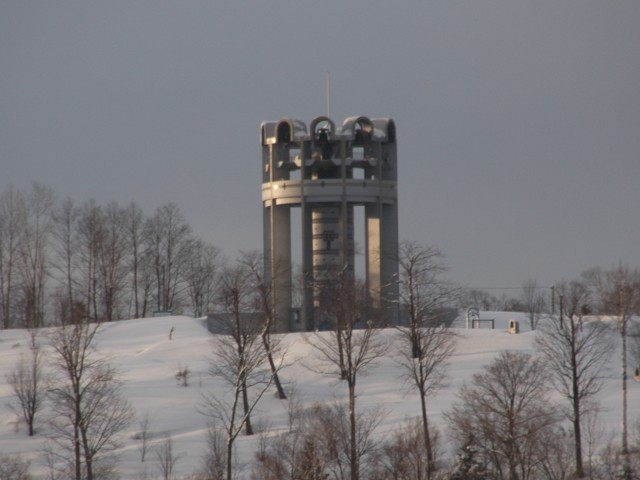
エスポワールの鐘

## 出身の有名人
- 大友潤（社会人野球選手）
- 高梨沙羅 （スキージャンプ選手）
- 原田雅彦 （スキージャンプ選手、長野オリンピック金メダリスト）
- ミドリカワ書房 （ミュージシャン）

## 上川町を舞台とする作品
2013年公開の日本映画『許されざる者』のメインロケ地に選ばれ、2012年10月上旬から11月下旬にかけて町内に設営されたオープンセットでの撮影が行われた。